# Драгоево (община Щип)
 Тази статия е за селото в Северна Македония.  За селото в България вижте Драгоево.  
Драгоево (на македонска литературна норма: Драгоево) е село в община Щип, Северна Македония.

## География
Драгоево е разположено на 9 километра югозападно от град Щип по долината на река Лакавица.

## История
В XIX век Драгоево е турско село в Щипска кааза на Османската империя. Според статистиката на Васил Кънчов („Македония. Етнография и статистика“) от 1900 г. Драгоево има 425 жители турци.
След Междусъюзническата война в 1913 селото остава в Сърбия.